# Quadricalcarifera amamiensis
Quadricalcarifera amamiensis är en fjärilsart som beskrevs av Kentaro Nakatomi 1981. Quadricalcarifera amamiensis ingår i släktet Quadricalcarifera och familjen tandspinnare. Inga underarter finns listade.